# Малиново (Орловская область)
Малиново — село в Краснозоренском районе Орловской области. Входит в состав Труновского сельского поселения.

## География
Село расположено в 41 км от Верховья. В Малиново расположен исток реки Семенек, высота над уровнем моря 248 м.

## История
Село упоминается а архивах с начала XVII века.

## Население
| 2002 | 2010 |
| ---- | ---- |
| 525  | ↘416 |

Население 491 человек в 235 домохозяйствах на 2011 год.

## Экономика
В селе расположено товарищество «Труфанов и компания»

## Образование
В селе расположена МБОУ «Малиновская средняя общеобразовательная школа», отделение связи.

## Уличная сеть
- улица 8 Марта;
- улица Водяное;
- улица Горневка;
- улица Железнодорожная;
- улица Карьерная;
- улица Луговая;
- улица Парковая;
- улица Поповская;
- улица Раздольная;
- улица Садовая;
- улица Сенная;
- улица Центральная[7].

## Русская православная церковь
В селе расположен православный Вознесенский храм. Построен 1850—1870 годах, закрыт в 1930 году. Настоятель — иерей Игорь Чернышёв. Церковь сооружена на месте более ранней, так как в документе 1719 года Малиново уже фигурировало как село.